# Radawka (Opole)
Pour les articles homonymes, voir Radawka.
Radawka est une localité polonaise de la gmina de Zębowice, située dans le powiat d'Olesno en voïvodie d'Opole.